# 패러딘 부인의 사랑
《패러딘 부인의 사랑》(The Paradine Case)은 영국 출신 영화 감독인 앨프리드 히치콕이 미국으로 건너간 이후에 만든 1947년 영화이다.

## 줄거리
남편 패러딘 대령을 독살한 혐의로 감옥에 수감된 마달레나 패러딘 부인(알리다 발리 분)은 플랙 경(찰스 코번 분)의 소개로 신망받는 변호사 앤터니 킨(그레고리 펙 분)을 감옥에서 만나게된다.
앤터니는 아내 게이(앤 토드 분)와 단란한 결혼생활을 하고 있지만 패러딘 부인을 만난 후부터 마치 홀린 듯, 특별한 감정을 가지게 된다. 패러딘 부인을 앞이 보이지 않는 패러딘 대령과 결혼해 그의 눈이 되어준 여인으로 찬양하면서 숭배하듯 대하는 그의 모습에 아내 게이는 실망하게 된다. 앤터니는 패러딘 부인이 희생적이고 고결한 여인임이 분명하다고 믿고서 적극적으로 변호하기 시작한다.
패러딘 대령의 충직한 시종 앙드레 라투르(루이 주르당 분)가 또 다른 용의자로 법정에서 서고 패러딘부인의 무죄를 위해 킨은 앙드레가 패러딘 대령을 독살한 쪽으로 강력하게 주장을 편다. 대령이 독살되던 날, 앙드레가 증거를 인멸하기 위해서 술잔을 세척했다고 주장한다.
패러딘 부인은 술잔을 세척했던 사람은 자신이었으며 앙드레를 몰아 부치지 말아달라고 한다. 그러나 재판정에서 앤터니가 앙드레와의 관계에 대해서 패러딘 부인에게 질문을 던진다. 대답을 망설이던 패러딘 부인은 앙드레가 자살했다는 전언을 듣자 앙드레와의 사랑을 위해 자신이 남편을 독살했다고 자백한다.

## 출연

### 주연
- 그레고리 펙 - 앤터니 '토니' 킨 역
- 앤 토드 - 게이 킨 역
- 찰스 로튼 - 판사 토머스 '토미' 호필드 경 역
- 찰스 코번 - 사이먼 플랙 역
- 에설 배리모어 - 레이디 소피 호필드 역

### 조연
- 루이 주르당 - 앙드레 에티엔 라투르 역
- 알리다 발리 - 마달레나 안나 패러딘 역
- 리오 G. 캐럴
- 조운 테츨
- 이저벨 엘섬

## 기타
- 미술: J. 맥밀런 존슨